# Podandrogyne formosa
Podandrogyne formosa là một loài thực vật có hoa trong họ Màng màng. Loài này được Cochrane miêu tả khoa học đầu tiên năm 1978.